# Distretto metropolitano del Kazakistan
Il distretto metropolitano del Kazakistan o distretto metropolitano della Chiesa ortodossa russa nella Repubblica del Kazakistan (in russo Митрополичий округ Русской Православной Церкви в Республике Казахстан?) è una suddivisione canonica della Chiesa ortodossa russa che raggruppa le eparchie ortodosse del Kazakistan dipendenti dal Patriarcato di Mosca.
È stato istituito dal Santo Sinodo della Chiesa ortodossa russa il 7 maggio 2003 con sede a Astana, capitale del Kazakistan. Massima autorità del Distretto metropolitano del Kazakistan è il Sinodo distrettuale, che unisce tutti gli eparchi del Kazakistan ed è presieduto dall'eparca di Astana, che ha il titolo di «Metropolita di Astana e del Kazakistan».
Il distretto metropolitano comprende 10 eparchie:
- Eparchia di Astana
- Eparchia di Oral
- Eparchia di Karaganda
- Eparchia di Kökšetau
- Eparchia di Qostanaj
- Eparchia di Pavlodar
- Eparchia di Petropavl-Bulayevo
- Eparchia di Aqtöbe
- Eparchia di Öskemen
- Eparchia di Şımkent e Taraz